# Leuctra rauscheri
Leuctra rauscheri är en bäcksländeart som beskrevs av Aubert 1957. Leuctra rauscheri ingår i släktet Leuctra och familjen smalbäcksländor. Inga underarter finns listade i Catalogue of Life.